# Chief Santos Football Club
El Chief Santos Football Club és un club de futbol namibià de la ciutat de Tsumeb. Vesteix de color verd i taronja.

## Palmarès
- Lliga namibiana de futbol:[3]
  - 1993, 2003
- Copa namibiana de futbol:[4]
  - 1991, 1998, 1999, 2000